# Franc Malavašič
Franc Malavašič, slovenski pisatelj, pesnik, kritik, prevajalec, slovničar, urednik in publicist, * 18. avgust 1818, Ljubljana, † 28. januar 1863, Ljubljana.

## Življenjepis
Malavašič je na univerzi v Gradcu vpisal pravo. po dveh letih študija (1840 do 1842) prava, pa je od 1845 na ljubljanskem liceju nadaljeval s študijem kirurgije in 1850 dobil diplomo iz ranocelništva.
Že med študijem je bil prevajalec. Najprej je bil od leta 1843 do 1845 prevajal pri Novicah, od 1847 dalje pa pri kranjskem deželnem glavarstvu. Kratek čas (leta 1849) je izdajal in urejal časopis Pravi Slovenec, ki je bil prvi poskus slovenskega družinskega lista s slikovnim gradivom. Kot publicist je deloval v narodnopreporodnem duhu. Pisal je v nemškem in slovenskem jeziku.

## Literarno delo
Malavašič je pisal večinoma prigodne pesmi, ki so bile pogosto pod Prešernovim vplivom. Sprva je pisal pesmi napisane v nemškem jeziku od 1840 dalje pa tudi v slovenščini. Med drugim jih je objavljal v  listih Illyrisches Blatt (od 1838) in Novicah (od 1843). V literarnem pregledu Slovenische Literaturzustände während des letztverflossenen Jahrzehends 1830-1839 je pozitivno ocenil Prešerna in Krajnsko čbelico, kot sodelavec Novic pa je 1847 v njih nekritično povzdigoval Koseskega pred Prešernom. Malavašičeva kritika v Novicah je Prešernove pesmi sicer hvalila, hkrati pa povzdigovala Koseskega. Malavašič je videl v Prešernu samo ljubezenskega pesnika, ki vrh tega uporablja za pesniško izrazilo gorenjski govor, v Koseskem pa resnega in veličastnega pesnika, ki poje o vzvišenih predmetih.
Malavašič je napisal zgodovinsko povest Erazem iz jame (1845) in objavil različne prevode iz nemške pripovedne proze in dramatike. V slovenščino je leta 1853, eno leto po izidu izvirnika, prevedel tudi ameriški protisuženjski roman Koča strica Toma.